# Brothylus
Brothylus is een kevergeslacht uit de familie van de boktorren (Cerambycidae). De wetenschappelijke naam van het geslacht werd voor het eerst geldig gepubliceerd in 1859 door LeConte.

## Soorten
Brothylus omvat de volgende soorten:
- Brothylus conspersus LeConte, 1859
- Brothylus gemmulatus LeConte, 1859